# Honkisaari (ö i Södra Österbotten, Kuusiokunnat, lat 62,83, long 23,44)
Honkisaari är en ö i Finland. Den ligger i sjön Kuortaneenjärvi och i kommunen Kuortane i den ekonomiska regionen  Kuusiokunnat  och landskapet Södra Österbotten, i den centrala delen av landet, 300 km norr om huvudstaden Helsingfors. Öns area är 0,1 hektar och dess största längd är 50 meter i sydöst-nordvästlig riktning.